# 山西航空
山西航空（さんせい-こうくう）は中華人民共和国山西省太原市に本社を置いていた航空会社。正式名称は山西航空有限責任公司だった。海南航空グループの航空会社で、 太原武宿国際空港をハブ空港としていた。2007年に海南航空、新華航空、長安航空と合併し、海南航空傘下の大新華航空となった。

## コードデータ
- IATA航空会社コード：8C
- ICAO航空会社コード：CXI
- コールサイン：Shanxi

## 沿革
- 1987年4月　山西省航空公司として設立
- 1988年10月7日　遊覧中のイリューシンIL-14Pが、機材の故障により山西省南部に位置する臨汾市の新橋飯店(ホテルの名称)の真上に墜落し、乗員4名、乗客42名、計46名のうち、乗員4名、乗客38名、地上に居た民間人2名の計44名が死亡した。
- 1996年6月　拡張政策に乗り出し、民航総局の検査に合格する。
- 1996年10月　民航総局より民間運輸営業許可を受ける。
- 1997年3月　民間運輸一番機が飛び立つ
- 2001年7月7日　海南航空グループによる経済援助が調印され、山西航空有限責任公司が誕生する。
- 2002年10月　海南航空、長安航空、中国新華航空と統一でHUの記号を使うことに合意する。
- 2007年11月29日、海南航空、新華航空、長安航空と合併し、海南航空傘下の大新華航空となる。

## 保有機材
山西航空の機材は以下の航空機で構成される（2006年8月現在）：
- ボーイング737-700型機 3機
- ドルニエ328ジェット型機 4機